# Вибо Валенција
Вибо Валенција (итал. Vibo Valentia) град је у јужној Италији. Град је средиште истоименог округа Вибо Валенција у оквиру италијанске покрајине Калабрија.

## Природне одлике
Град Вибо Валенција налази се у средишњем делу Калабрије, на 70 км југозападно од седишта покрајине, града Катанцара. Град се сместио близу југозападне обале Тиренског мора (5 км), али није на мору. Он се налази на омањој висоравни на 300-500 m надморске висине. Јужно и источно од града издижу крајње јужни Апенини.

## Географија
| Клима (Вибо Валенција)     | Клима (Вибо Валенција) | Клима (Вибо Валенција) | Клима (Вибо Валенција) | Клима (Вибо Валенција) | Клима (Вибо Валенција) | Клима (Вибо Валенција) | Клима (Вибо Валенција) | Клима (Вибо Валенција) | Клима (Вибо Валенција) | Клима (Вибо Валенција) | Клима (Вибо Валенција) | Клима (Вибо Валенција) | Клима (Вибо Валенција) |
| Показатељ \ Месец          | .Јан.                  | .Феб.                  | .Мар.                  | .Апр.                  | .Мај.                  | .Јун.                  | .Јул.                  | .Авг.                  | .Сеп.                  | .Окт.                  | .Нов.                  | .Дец.                  | .Год.                  |
| -------------------------- | ---------------------- | ---------------------- | ---------------------- | ---------------------- | ---------------------- | ---------------------- | ---------------------- | ---------------------- | ---------------------- | ---------------------- | ---------------------- | ---------------------- | ---------------------- |
| Средњи максимум, °C (°F)   | 12 (54)                | 12 (54)                | 15 (59)                | 17,9 (64,2)            | 22,4 (72,3)            | 26,1 (79)              | 28,8 (83,8)            | 29,6 (85,3)            | 26,8 (80,2)            | 23,0 (73,4)            | 18,8 (65,8)            | 15,6 (60,1)            | 29,6 (85,3)            |
| Средњи минимум, °C (°F)    | 4,5 (40,1)             | 5 (41)                 | 7 (45)                 | 10 (50)                | 16,1 (61)              | 19,8 (67,6)            | 22,3 (72,1)            | 23,0 (73,4)            | 20,5 (68,9)            | 17,3 (63,1)            | 14,0 (57,2)            | 11,5 (52,7)            | 4,5 (40,1)             |
| Количина падавина, mm (in) | 64 (25,2)              | 68 (26,8)              | 54 (21,3)              | 47 (18,5)              | 23 (9,1)               | 15 (5,9)               | 15 (5,9)               | 22 (8,7)               | 37 (14,6)              | 61 (24)                | 68 (26,8)              | 86 (33,9)              | 560 (220,7)            |
| [ тражи се извор ]         |                        |                        |                        |                        |                        |                        |                        |                        |                        |                        |                        |                        |                        |

## Становништво
Према резултатима пописа становништва 2011. у општини је живело 33.357 становника.
| 1931.  | 1936.  | 1951.  | 1961.  | 1971.  | 1981.  | 1991.  | 2001.  | 2011.  |
| ------ | ------ | ------ | ------ | ------ | ------ | ------ | ------ | ------ |
| 16.800 | 17.779 | 22.740 | 25.451 | 31.133 | 31.516 | 34.836 | 33.957 | 33.357 |

Вибо Валенција данас има око 34.000 становника, махом Италијана. То је 2,5 пута становништва више него пре 100 година.

## Партнерски градови
- Корлеоне
- Руда Шлеска
- Врњачка Бања
- Краков
- Газијантеп

## Галерија
- Панорама старог дела града
- Градска лука
- Остаци старогрчког града